# Cholomiza
Cholomiza is een geslacht van vlinders van de familie spanners (Geometridae), uit de onderfamilie Ennominae.

## Soorten
- C. bimaculata Warren, 1907
- C. tanypus Prout, 1916